# Sint-Servatiuskapel (Rommersom)

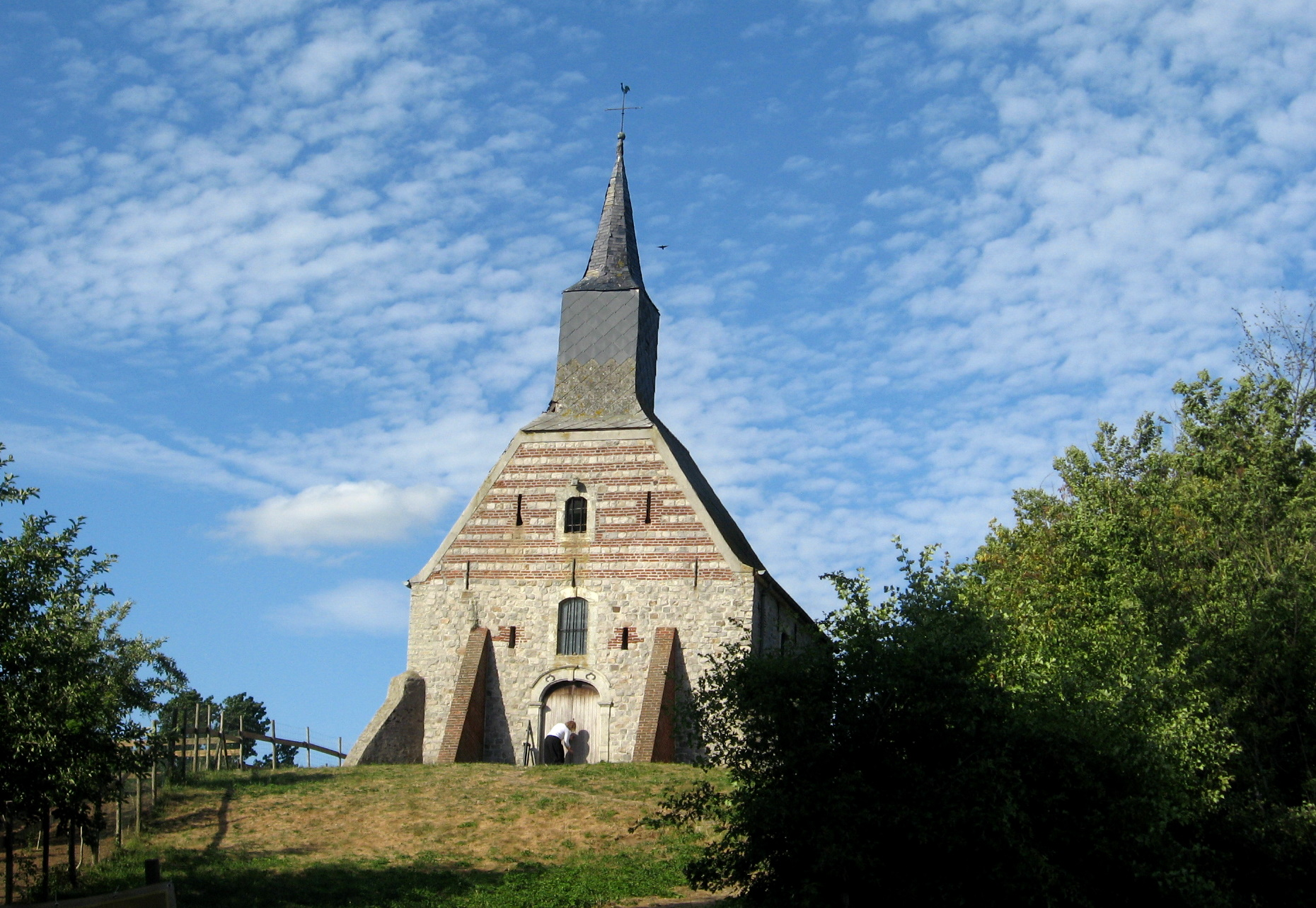
Sint-Servatiuskapel

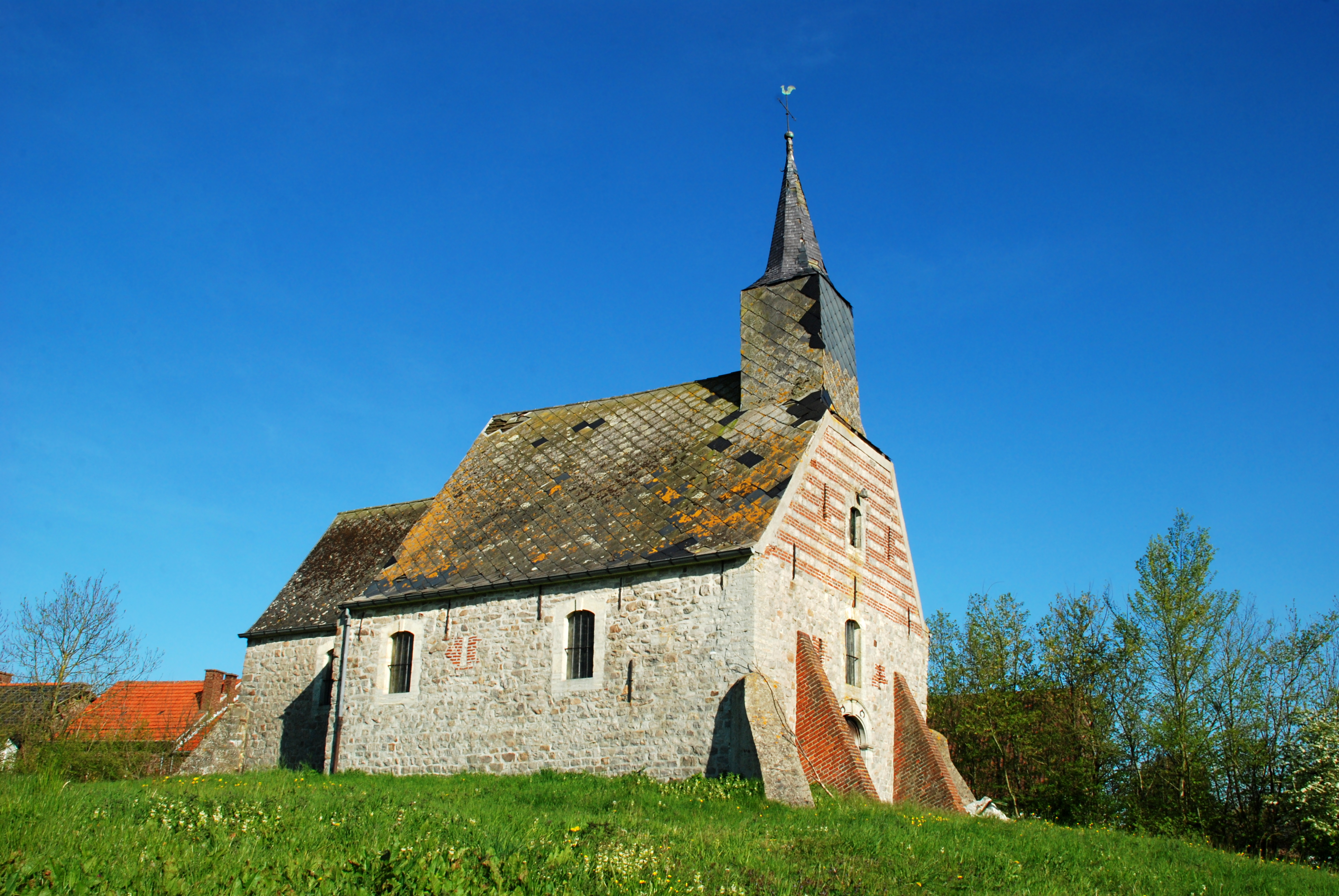
Sint-Servatiuskapel

De Sint-Servatiuskapel is een kapel in Rommersom in de Belgische gemeente Hoegaarden. De kapel staat op een heuvel aan de noordwestzijde van het dorp.

## Geschiedenis
Hoewel de kapel in de 18e eeuw werd opgetrokken, is de bouwstijl van oorsprong romaans. Het jaartal 1755 aangebracht op het stucplafond herinnert hier nog aan.
Sinds 4 juli 1975 is de kapel met omgeving een beschermd cultuurhistorisch landschap en de kapel is sinds 14 september 2009 bouwkundig erfgoed.

## Opbouw
De eenbeukige kapel heeft twee traveeën, een klein rechthoekig koor en een klokkentorentje boven de ingang. In de puntgevel zijn er zandstenen speklagen aangebracht, afgewisseld met lagen baksteen. De rest van de kapel is opgetrokken in zandsteen.